# Ixelleské rybníky
Ixelleské rybníky (francouzsky Étangs d'Ixelles, nizozemsky Vijvers van Elsene) se nacházejí v jižní části belgické metropole Bruselu. Dva rybníky se táhnou v severo-jižním směru paralelně s Avenue Louise od Náměstí Flagey k parku Bois de la Cambre.
Rybníky byly vybudovány v 19. století v souvislosti s projektem vysoušení mokřadů na jižním okraji Bruselu mezi Abbey de La Cambre a náměstím Flagey. Původně zde v roce 1860 byly zbudovány čtyři rybníky; horní byl nicméně v průběhu času vysušen a přebudován v náměstí Place Flagey; prostřední dva byly následně spojeny v jednu velkou vodní nádrž.
Od roku 1976 je park, obklopující rybníky, chráněn jako přírodní památka.
Oba dva rybníky mají délku 700 m a široké jsou zhruba padesát metrů. Od sebe je odděluje úzký pruh země. Okolo nich se nachází městská zeleň, která na jižní straně přirozeně přechází v les Bois de la Cambre.
V parku, který rybníky obklopuje, se nachází několik statných vysokých stromů (lípy, javory, platany, vrby, kaštany). Ty rostou jak po obvodu rybníků, tak i na ostrovech uprostřed nich. V parku se dále nachází dva památníky; první z nich od Charlese Samuela byl dokončen roku 1894 a připomíná spisovatele Charlese de Costera, druhý z nich pochází z roku 1913 a jmenuje se Tanec; vznikl podle sochaře Julese Herbayse.